# Liga van Internationale Kommunisten
De Liga van Internationale Kommunisten (LIK), in het Frans Ligue des Communistes internationalistes (LCI), was een Belgische trotskistische politieke partij.

## Historiek
De partij vond zijn oorsprong in de Kommunistische Oppositie (KO) toen de beweging voor een strategische keuze stond, wederom aansluiten bij de Derde Internationale of een nieuwe politieke partij oprichten. Onder impuls van Adhémar Hennaut besloot een meerderheid in 1930 tot de oprichting van een nieuwe partij.
Een kleine minderheid in Charleroi rond Léon Lesoil besloot op aangeven van Leon Trotski zich af te scheuren onder de naam de Linkse Kommunistische Oppositie (LKO).
De LIK verloor echter snel aan belang door interne problemen zoals een gebrekkige centralisatie, het wegvallen van het internationale verband en de overstap van onder andere de Antwerpse afdeling naar de LKO. Daarnaast trad er een demoralisatie op bij verschillende leden, waaronder bij War van Overstraeten.